# Hygronemobius araucanus
Hygronemobius araucanus är en insektsart som först beskrevs av Henri Saussure 1874.  Hygronemobius araucanus ingår i släktet Hygronemobius och familjen syrsor. Inga underarter finns listade i Catalogue of Life.